# Diplazium squarrosum
Diplazium squarrosum là một loài dương xỉ trong họ Athyriaceae. Loài này được K.Iwats. & M.Kato mô tả khoa học đầu tiên năm 1980.
Danh pháp khoa học của loài này chưa được làm sáng tỏ. 